# 黄茅洲镇
黄茅洲镇是中华人民共和国湖南省沅江市下辖的一個镇。以原來的志成鄉和黃茅洲鎮的行政區域為新的黃茅洲鎮的行政區域，辖1个社区居委会、50个建制村，总面积121平方公里，总人口7.6万人，镇人民政府驻塞波嘴（為原來的黄茅洲镇人民政府驻地）。